# Blyxa octandra
Blyxa octandra är en dybladsväxtart som först beskrevs av William Roxburgh, och fick sitt nu gällande namn av Jules Émile Planchon och George Henry Kendrick Thwaites. Blyxa octandra ingår i släktet Blyxa och familjen dybladsväxter. IUCN kategoriserar arten globalt som livskraftig. Inga underarter finns listade.